# Anagyrus kamali
Anagyrus kamali är en stekelart som beskrevs av Moursi 1948. Anagyrus kamali ingår i släktet Anagyrus och familjen sköldlussteklar. Inga underarter finns listade i Catalogue of Life.